# Hendrik Hondius (I)

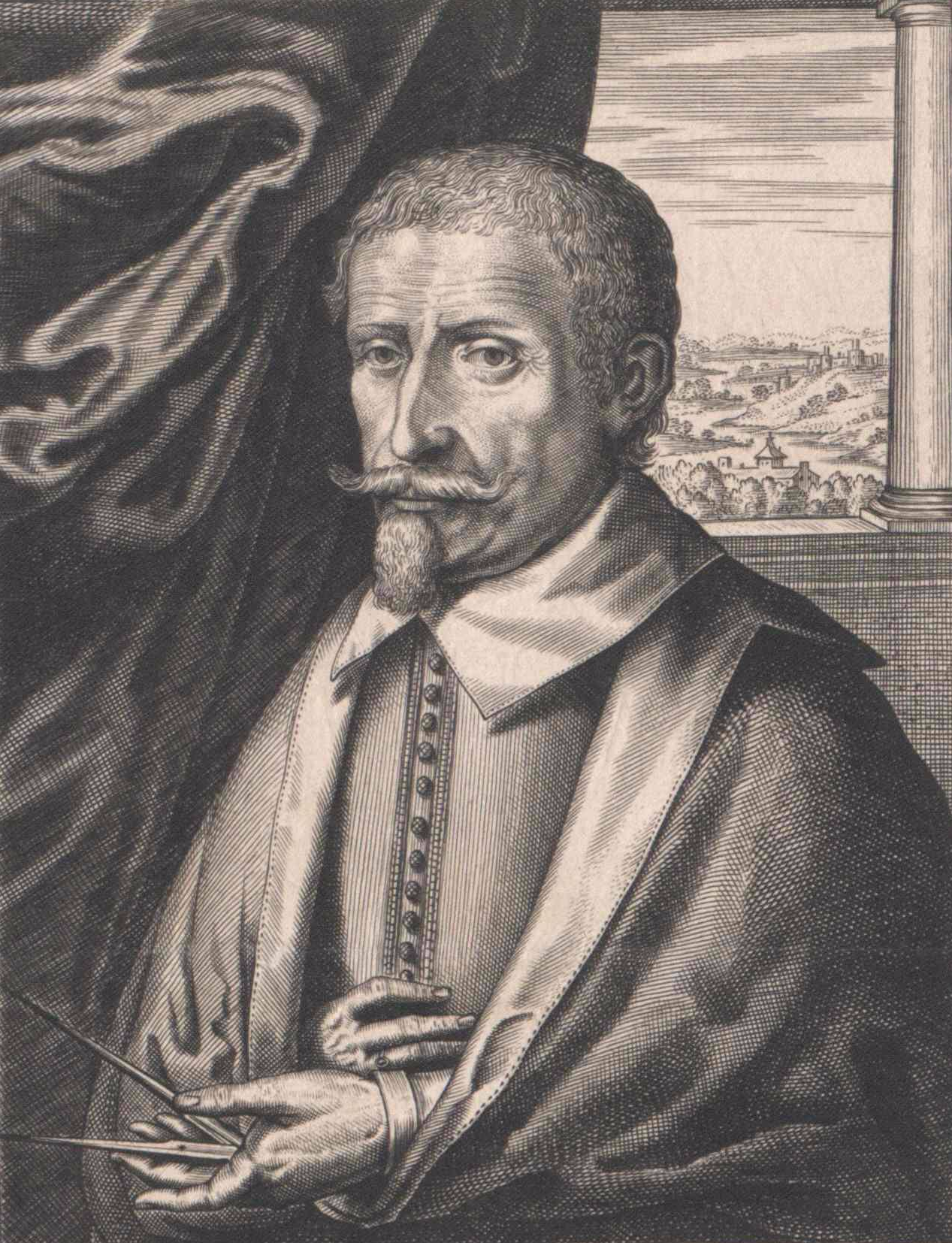
Portretgravure door Frederik Bouttats (II) uit Het gulden cabinet (1662), overgenomen van Joannes Meyssens (1649)

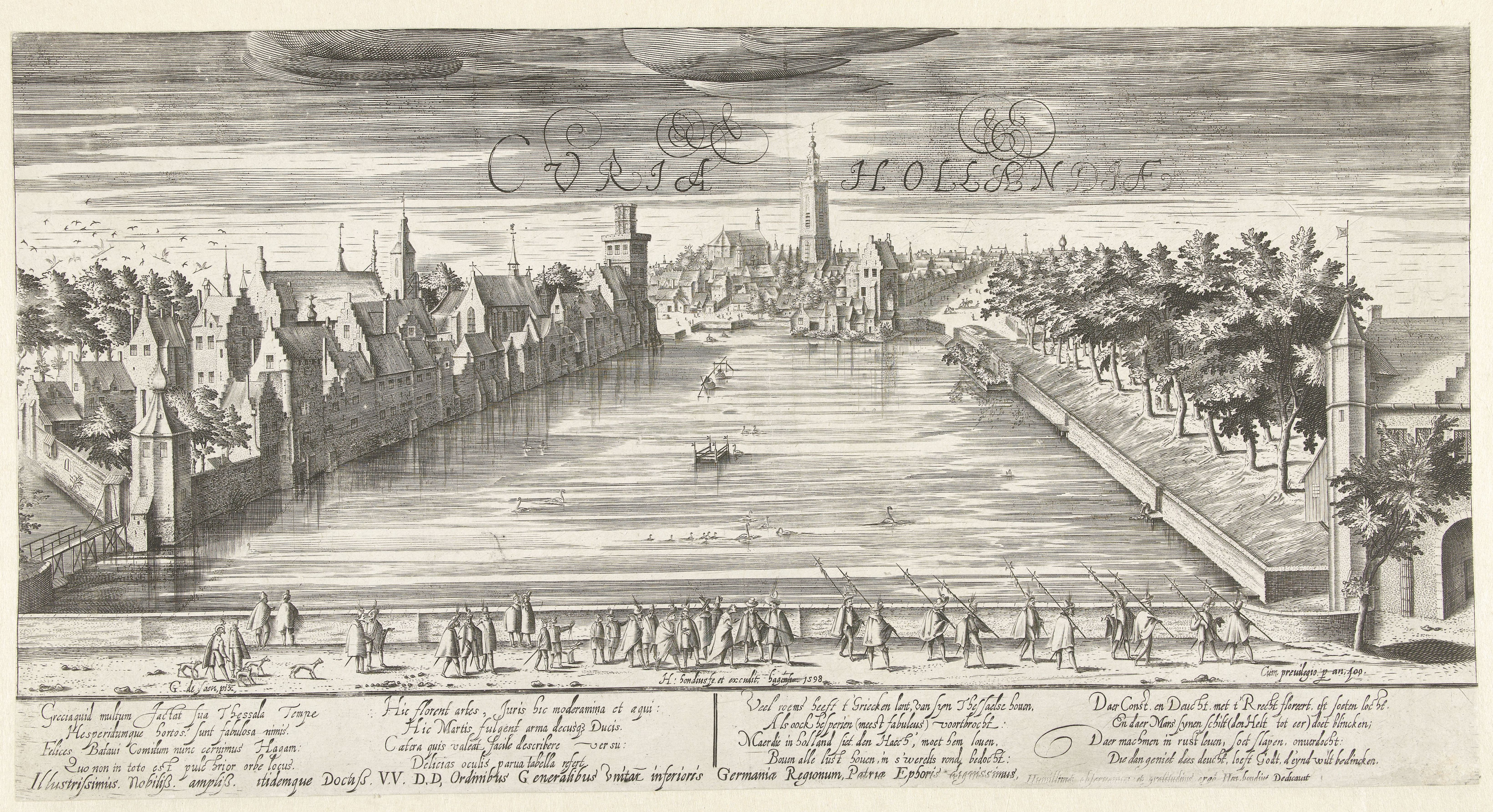
Gezicht op de Vijverberg in Den Haag (1598), naar Gillis de Saen

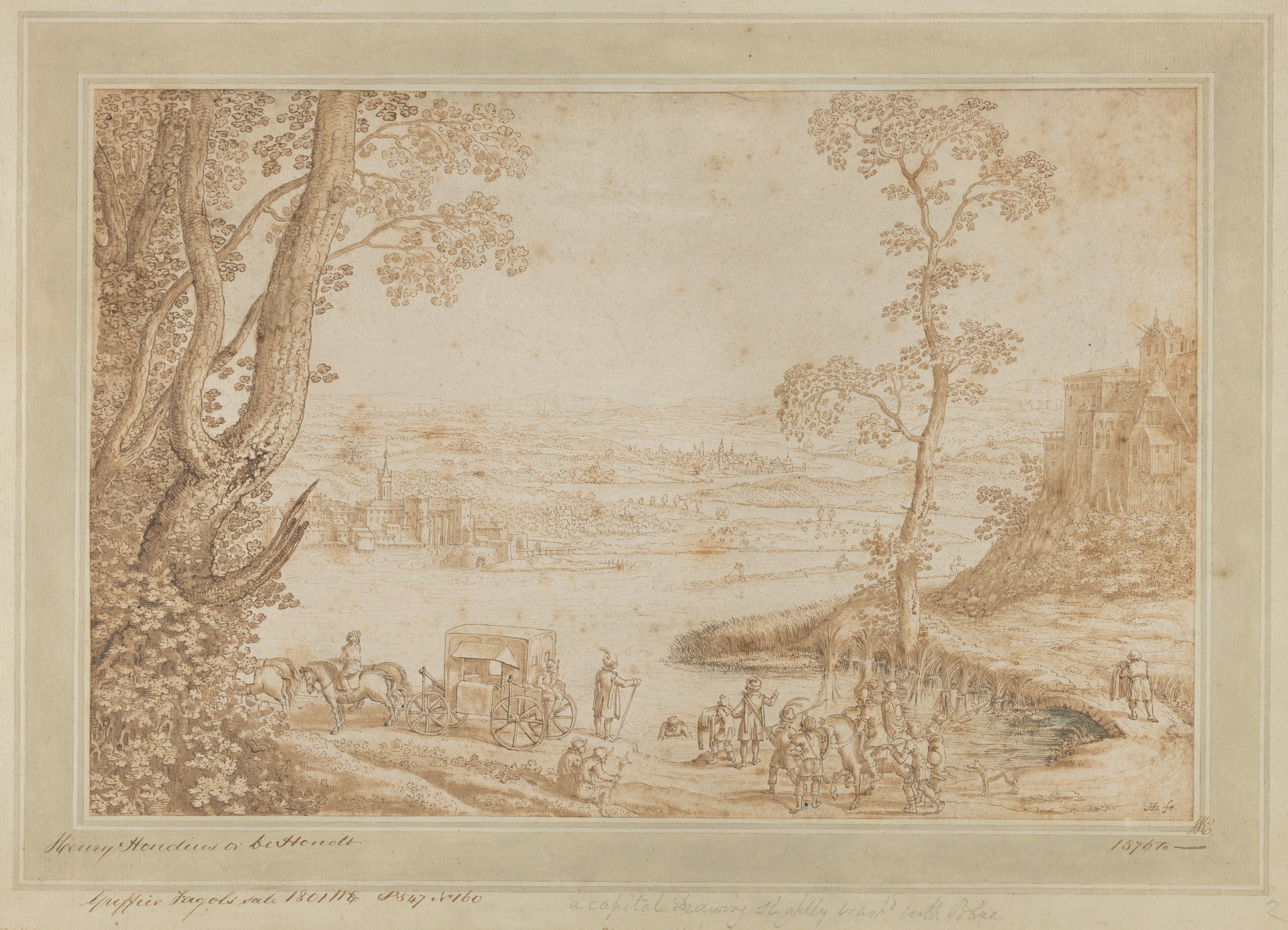
Rivierlandschap met de doop van de eunuch

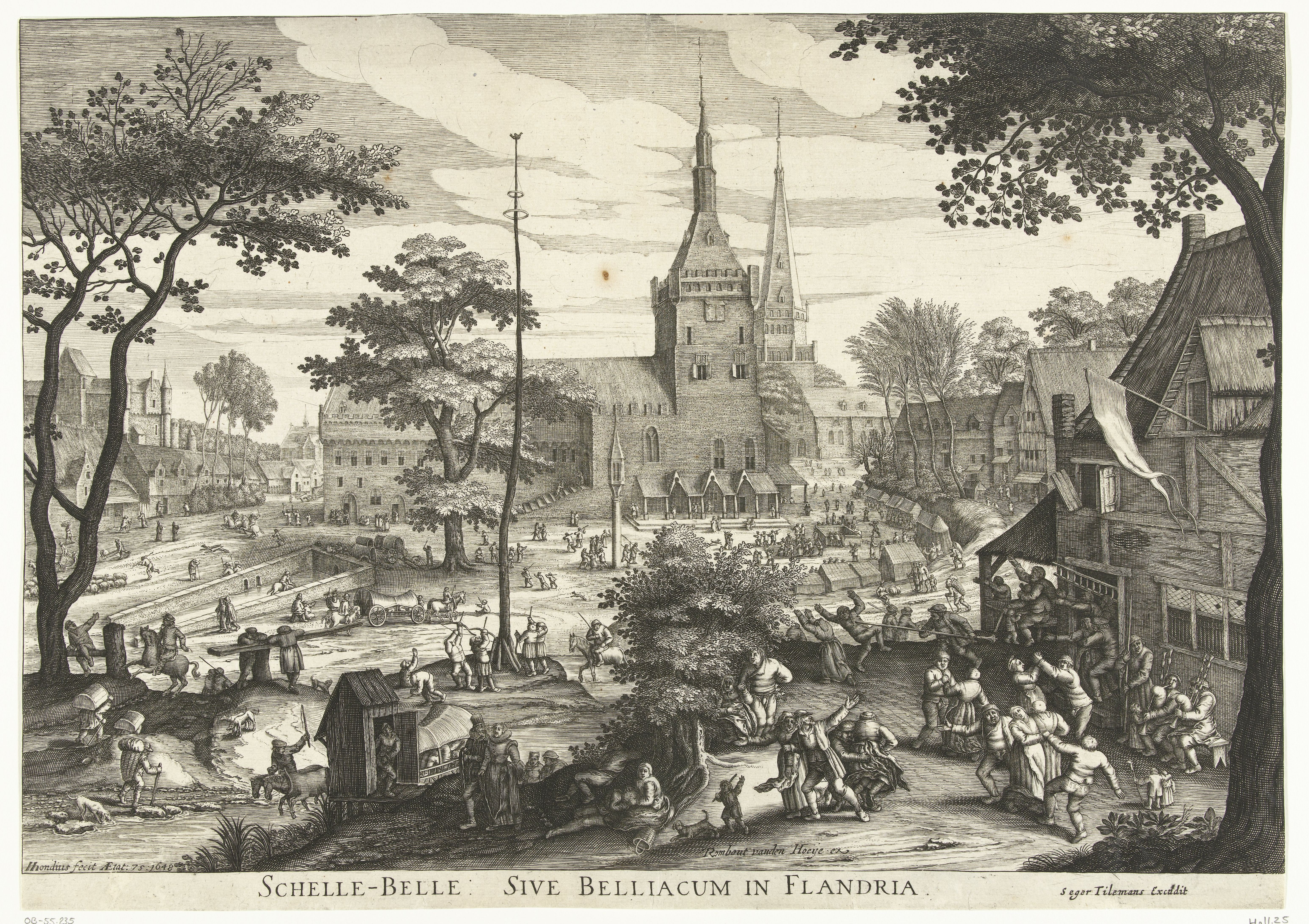
Schelle-Belle, sive Belliacum in Flandria (1648). Deze prent toont, ondanks de titel, een dorpsfeest in Belle en was een van Hondius' laatste. Trots vermeldde hij zijn leeftijd van 75 jaar.

Hendrik de Hondt of Henricus Hondius (Duffel, 9 juni 1573 – Den Haag, ca. 23 oktober 1650) was een graveur, tekenaar, uitgever en auteur in Holland.

## Leven
Hij was een zoon van de schoolmeester Guiliam de Hondt uit het Brabantse Duffel. Na diens dood verhuisde de weduwe met haar gezin naar Antwerpen. Hendrik kreeg een opleiding tot goudsmid bij Godefroy van Gelder in Brussel en ging daarna in de leer bij de graveur Jan Wierix in Antwerpen. Gedreven door zijn protestantse overtuigingen reisde hij naar Keulen, Londen en Parijs, om zich uiteindelijk in Den Haag te vestigen. In 1597 schreef hij er zich in bij de Sint-Lucasgilde en kreeg hij een privilige om een portret van prins Maurits van Oranje te drukken. Twee jaar later gaven de Staten-Generaal der Nederlanden hem een algemeen privilege. Na passages in Amsterdam (1603) en Leiden (1604) keerde hij in 1605 terug naar Den Haag. Hij runde tot 1640 een prentbedrijf in het Buitenhof en was ouderling bij de contraremonstranten. Hij werd begraven op 25 of 29 oktober 1650. Zijn zeven kinderen met Sara Jansdochter bleven in de wereld van prenten en boeken. Willem en Hendrik III werden zelf ook graveurs.

## Werk
Hondius maakte tijdens zijn loopbaan meer dan 250 prenten, naast het werk dat hij uitbracht van collega's (ongeveer de helft van de zeshonderd uitgegeven prenten waren in zijn opdracht, de andere helft waren aangekochte heredities). Hij tekende eigen ontwerpen en graveerde naar kunstenaars als Jan Wildens, Pieter Stevens, David Vinckboons, Pieter Bruegel en Lucas van Leyden. Het ging vooral om landschappen, bijbelse taferelen en allegorieën. Voorts illustreerde hij boeken van Hans Vredeman de Vries en Samuel Marolois. Zijn eerste bekende prent dateert uit 1594. In 1610 verzorgde hij de uitgave Pictorum aliquot celebrium praecipuae Germaniae Inferioris effigies, een portretgalerij van 68 schilders uit de Nederlanden. In de jaren 1630 liet Hondius meer en meer de etsnaald terzijde ten voordele van de uitgeverij. Hij legde zich vooral toe op edities van officiële portretten en kaarten. In 1640 verkocht hij zijn succesvolle prentenhandel. Hij ging weer meer etsen, voornamelijk naar 16e-eeuwse meesters zoals Hans Bol.

## Publicaties
- Onderwijsinge in de perspective conste, Den Haag, 1623
- Korte beschrijvinge, ende af-beeldinge van de generale regelen der fortificatie, Den Haag, 1624

## Illustraties
- Hans Vredeman de Vries, Arte perspectivae formulae, Leiden, 1604-1605
- Samuel Marolois, Géométrie, contenant la théorie et practique [...] à la fortification, Den Haag, 1616
- Hans Vredeman de Vries, Les cinq rangs de l'architecture Den Haag, 1617